# European Football League 2010
La European Football League 2010 è stata la 24ª edizione del massimo torneo europeo per club di football americano.

## Squadre partecipanti
| Club                     | Città            | Stadio                          | Sponsor ufficiale | Risultato nella stagione 2009                      |
| ------------------------ | ---------------- | ------------------------------- | ----------------- | -------------------------------------------------- |
| Badalona Dracs           | Badalona         | Camp Municipal de Badalona      |                   | Prima fase EFAF Cup; finalisti LNFA                |
| Belgrade Blue Dragons    | Belgrado         |                                 |                   | Prima fase EFAF Cup; finalisti SAFS                |
| Berlin Adler             | Berlino          | Friedrich-Ludwig-Jahn-Sportpark |                   | Prima fase EFL; campioni di Germania               |
| Black Panthers de Thonon | Thonon-les-Bains | Stadio Joseph Moynat            |                   | Finalisti EFAF Cup; finalisti Casque de Diamant    |
| Danube Dragons           | Korneuburg       | Rattenfängerstadion             |                   | Semifinalisti AFL                                  |
| Flash de La Courneuve    | La Courneuve     |                                 |                   | Campioni di Francia; vicecampioni d'Europa         |
| Graz Giants              | Graz             | Stadion Eggenberg               | JCL               | Semifinalisti EFL; vicecampioni d'Austria          |
| Giants Bolzano           | Bolzano          | Stadio Europa                   |                   | Prima fase EFL; campioni d'Italia                  |
| Lions Bergamo            | Bergamo          | Stadio Comunale (Osio Sotto)    |                   | Prima fase EFL; semifinalisti IFL                  |
| Porvoon Butchers         | Porvoo           |                                 |                   | Semifinalisti EFL; Campioni di Finlandia           |
| Prague Panthers          | Praga            | Slavia                          |                   | Campioni EFAF Cup; Campioni della Repubblica Ceca  |
| Stockholm Mean Machines  | Stoccolma        | Zinkensdamms Idrottsplats       |                   | Prima fase EFL; campioni di Svezia                 |
| Templiers d'Élancourt    | Élancourt        | Stade Guy Boniface              |                   | Quarti di finale EFL; semifinalisti Division Élite |
| Tirol Raiders            | Innsbruck        | Tivoli-Neu Stadion              | Swarco            | Campioni d'Europa; semifinalisti AFL               |
| Valencia Firebats        | Valencia         | Estadio Jardín del Turia        |                   | Prima fase EFL; campioni di Spagna                 |
| Vienna Vikings           | Vienna           | Hohe Warte Stadion              | Raiffeisen        | Quarti di finale EFL; campioni d'Austria           |

### Squadre ammesse di diritto alla fase ai playoff
- Tirol Raiders
- Graz Giants
- Porvoon Butchers
- Flash de La Courneuve

### Squadre partecipanti alla prima fase
- Lions Bergamo
- Valencia Firebats
- Templiers d'Élancourt
- Berlin Adler
- Prague Panthers
- Stockholm Mean Machines
- Black Panthers de Thonon
- Belgrade Blue Dragons
- Danube Dragons
- Raiffeisen  Vienna Vikings
- Giants Bolzano
- Badalona Dracs

## Stagione regolare

### Calendario

#### 1ª giornata
| Osio Sotto 3 aprile 2010, ore 15:00 CEST | Lions Bergamo | 27 – 22 (0-0 21-15 0-7 6-0) referto | Valencia Firebats | Stadio Comunale |

| Praga 3 aprile 2010, ore 15:00 CEST | Prague Panthers | 30 – 40 (10-0 0-20 12-13 8-7) | Berlin Adler | Slavia |

| Badalona 3 aprile 2010, ore 17:00 CEST | Badalona Dracs | 30 – 12 (3-0 9-6 15-0 3-6) referto | Giants Bolzano | Camp Municipal de Badalona |

| Thonon-les-Bains 3 aprile 2010, ore 18:00 CEST | Black Panthers de Thonon | 55 – 0 (14-0 14-0 13-0 14-0) | Belgrade Blue Dragons | Stadio Joseph Moynat |

#### 2ª giornata
| Stoccolma 17 aprile 2010, ore 15:00 CEST | Stockholm Mean Machines | - – - (annullata) | Prague Panthers | Zinkensdamms Idrottsplats |

| Korneuburg 17 aprile 2010, ore 18:00 CEST | Danube Dragons | 50 – 21 (14-7 14-0 15-7 7-7) | Black Panthers de Thonon | Rattenfängerstadion |

| Élancourt 18 aprile 2010, ore 14:00 CEST | Templiers d'Élancourt | 29 – 3 (0-0 14-3 9-0 6-0) | Lions Bergamo | Stade Guy Boniface |

| Bolzano 18 aprile 2010, ore 15:00 CEST | Giants Bolzano | 0 – 35 (a tavolino) referto | Vienna Vikings | Stadio Europa |

#### 3ª giornata
| Berlino 1º maggio 2010, ore 18:00 CEST | Berlin Adler | 35 – 9 (14-0 14-9 7-0 0-0) | Stockholm Mean Machines | Friedrich-Ludwig-Jahn-Sportpark |

| Korneuburg 1º maggio 2010, ore 18:00 CEST | Danube Dragons | 73 – 0 (21-0 21-0 10-0 21-0) | Belgrade Blue Dragons | Rattenfängerstadion |

| Valencia 2 maggio 2010, ore 12:00 CEST | Valencia Firebats | 35 – 18 (6-6 7-0 14-0 8-12) referto | Templiers d'Élancourt | Estadio Jardín del Turia |

| Vienna 2 maggio 2010, ore 15:00 CEST | Vienna Vikings | 24 – 0 (7-0 10-0 7-0 0-0) referto | Badalona Dracs | Hohe Warte Stadion |

### Classifiche
Le classifiche della regular season sono le seguenti:
- PCT = percentuale di vittorie, G = partite giocate, V = partite vinte,  P = partite perse, PF = punti fatti, PS = punti subiti

#### Gruppo 1
| Pos. | Squadra               | PCT  | G | V | N | P | PF | PS |
| ---- | --------------------- | ---- | - | - | - | - | -- | -- |
| 1    | Valencia Firebats     | .500 | 2 | 1 | 0 | 1 | 57 | 45 |
| 2    | Templiers d'Élancourt | .500 | 2 | 1 | 0 | 1 | 47 | 38 |
| 3    | Lions Bergamo         | .500 | 2 | 1 | 0 | 1 | 30 | 51 |

#### Gruppo 2
| Pos. | Squadra                 | PCT   | G | V | N | P | PF | PS |
| ---- | ----------------------- | ----- | - | - | - | - | -- | -- |
| 1    | Berlin Adler            | 1.000 | 2 | 2 | 0 | 0 | 75 | 39 |
| 2    | Prague Panthers         | .000  | 1 | 0 | 0 | 1 | 30 | 40 |
| 3    | Stockholm Mean Machines | .000  | 1 | 0 | 0 | 1 | 9  | 35 |

#### Gruppo 3
| Pos. | Squadra                  | PCT   | G | V | N | P | PF  | PS  |
| ---- | ------------------------ | ----- | - | - | - | - | --- | --- |
| 1    | Danube Dragons           | 1.000 | 2 | 2 | 0 | 0 | 123 | 21  |
| 2    | Black Panthers de Thonon | .500  | 2 | 1 | 0 | 1 | 76  | 50  |
| 3    | Belgrade Blue Dragons    | .000  | 2 | 0 | 0 | 2 | 0   | 128 |

#### Gruppo 4
| Pos. | Squadra        | PCT   | G | V | N | P | PF | PS |
| ---- | -------------- | ----- | - | - | - | - | -- | -- |
| 1    | Vienna Vikings | 1.000 | 2 | 2 | 0 | 0 | 59 | 0  |
| 2    | Badalona Dracs | .500  | 2 | 1 | 0 | 1 | 30 | 36 |
| 3    | Giants Bolzano | .000  | 2 | 0 | 0 | 2 | 12 | 65 |

## Playoff

### Tabellone
|  | Quarti di finale | Quarti di finale  | Quarti di finale |                |                       | Semifinali    | Semifinali | Semifinali |  |  | Eurobowl XXIV | Eurobowl XXIV | Eurobowl XXIV |
|  |                  |                   |                  |                |                       |               |            |            |  |  |               |               |               |
|  |                  | Tirol Raiders     | 55               |                |                       |               |            |            |  |  |               |               |               |
|  | 1-1              | Valencia Firebats | 13               |                |                       |               |            |            |  |  |               |               |               |
|  | 1-1              | Valencia Firebats | 13               |                |                       | Tirol Raiders | 27         |            |  |  |               |               |               |
|  |                  |                   |                  |                |                       | Tirol Raiders | 27         |            |  |  |               |               |               |
|  |                  | 1-2               | Berlin Adler     | 29             |                       |               |            |            |  |  |               |               |               |
|  |                  | 1-2               | Berlin Adler     | 29             | Porvoon Butchers      | 16            |            |            |  |  |               |               |               |
|  |                  |                   |                  |                | Porvoon Butchers      | 16            |            |            |  |  |               |               |               |
|  | 1-2              | Berlin Adler      | 47               |                |                       |               |            |            |  |  |               |               |               |
|  |                  |                   |                  |                |                       |               |            |            |  |  | 1-2           | Berlin Adler  | 34            |
|  |                  |                   | 1-4              | Vienna Vikings | 31                    |               |            |            |  |  |               |               |               |
|  |                  | Graz Giants       | 34               |                |                       |               |            |            |  |  |               |               |               |
|  | 1-3              | Danube Dragons    | 31               |                |                       |               |            |            |  |  |               |               |               |
|  | 1-3              | Danube Dragons    | 31               |                |                       | Graz Giants   | 22         |            |  |  |               |               |               |
|  |                  |                   |                  |                |                       | Graz Giants   | 22         |            |  |  |               |               |               |
|  |                  | 1-4               | Vienna Vikings   | 38             |                       |               |            |            |  |  |               |               |               |
|  |                  | 1-4               | Vienna Vikings   | 38             | Flash de La Courneuve | 7             |            |            |  |  |               |               |               |
|  |                  |                   |                  |                | Flash de La Courneuve | 7             |            |            |  |  |               |               |               |
|  | 1-4              | Vienna Vikings    | 44               |                |                       |               |            |            |  |  |               |               |               |

### Quarti di finale
| Innsbruck 15 maggio 2010 | Tirol Raiders | 55 – 13 (14-7 14-0 21-0 6-6) referto | Valencia Firebats | Tivoli-Neu Stadion (4000 spett.) |

| 15 maggio 2010, ore 14:00 CEST | Porvoon Butchers | 16 – 47 | Berlin Adler |  |

| 15 maggio 2010 | Graz Giants | 34 – 31 (21-0 10-14 0-3 3-14) | Danube Dragons |  |

| 15 maggio 2010 | Flash de La Courneuve | 7 – 44 (0-14 0-14 7-16 0-0) | Vienna Vikings |  |

### Semifinali
| 6 giugno 2010, ore 14:00 CEST | Tirol Raiders | 27 – 29 (6-13 0-6 21-7 0-3) | Berlin Adler |  |

| Vienna 6 giugno 2010 | Vienna Vikings | 38 – 22 | Graz Giants | Hohe Warte Stadion |

### Eurobowl XXIV
| Arbitro: | Monmerqué |

| |           | |
| James Q1 (TD) 5yd run Kramberger Q1 (pat) Brannon Q2 (TD) 67yd interception return Kramberger Q2 (pat) Calhoun Q2 (TD) 18yd pass from Gross Kramberger Q2 (pat) Calhoun Q3 (TD) 20yd pass from Gross Kramberger Q3 (pat) Kramberger Q4 (FG) 25yd | Marcatori | Wise Q1 (TD) 24yd run Scharweit Q1 (pat) Scharweit Q2 (FG) 37yd Emslander Q2 (TD) 47yd pass from Callahan Scharweit Q2 (pat) Wise Q3 (TD) 5yd run Scharweit Q3 (pat) Callahan Q3 (TD) 24yd run Scharweit Q3 (pat) Scharweit Q4 (FG) 52yd |

## Verdetti
- Berlin Adler Campioni d'Europa 2010 (1º titolo)